# Số Froude
Số Froude hoặc là tiêu chuẩn Froude – là một trong những tiêu chuẩn tương đồng khi xét tới chuyển động của chất lỏng và chất khí. Nó là đại lương không thứ nguyên và được sử dụng trong trường hợp có sự tác động của ngoại lực. Số Froude được đưa ra bởi William Froude vào năm 1970.
Trong thủy lực học, số Froude là đại lượng không thứ nguyên đặc trưng cho tương quan giữa tác động của lực quán tính và trọng lực đối với dòng chảy.
Công thức:
{\displaystyle Fr={v \over {\sqrt {gL}}}}
trong đó:
- v là vận tốc dòng chảy (đơn vị thường dùng m/s)
- g là gia tốc (m/s2)
- L là kích thước đặc trưng  của vùng (phạm vi) mà trong đó ta xét chuyển động của chất lỏng (khí) (m)

Ví dụ, nếu xét chất lỏng chảy trong một ống dẫn trong trường trọng lực, khi đó g – gia tốc rơi tự do, v -  vận tốc chảy, L – độ dài đoạn ống hoặc đường kính ống.
Số Froude cho phép ta so sánh  các điều kiện để tạo sóng cho các loại tàu, thuyền có kích thước khác nhau. Ví dụ, nếu mô hình tàu với tỉ lệ 1:100, thì nó cần được kéo với vận tốc nhỏ hơn 10 lần so với vận tốc của tàu thực.
Đối với các tàu thủy lớn, số Froude thường từ 0.2 – 0.3, còn đối với các loại tàu  nhỏ, số Froude  thường lớn hơn 1, nhưng thường là từ 2 -3.
Số Froude cũng hay được dùng trong mô hình hóa dòng chảy trong các lòng máng và thử nghiệm mô hình của các công trình thủy lợi.
Dòng chảy có Fr < 1 tương ứng với trạng thái chảy êm.
Dòng chảy có Fr > 1 tương ứng với trạng thái chảy xiết.
Trong quá trình truyền nhiệt:
Số Froude cũng đặc trưng cho tỉ số giữa lực quán tính và trọng  lực, nhưng công thức hơi khác:
{\displaystyle Fr={gl \over v^{2}}}
Trong đó g – gia tốc  rơi tự do, l – kích thước đặc trưng, v – vận tốc chảy
Xem thêm: Số Reynolds, nước nhảy